# Tutto in un bacio
Tutto in un bacio (It's in His Kiss) è un romanzo della scrittrice americana Julia Quinn pubblicato nel 2005. Si tratta del settimo romanzo della saga dei Bridgerton.

## Trama
Il libro racconta la storia di Hyacinth Bridgerton, ottava figlia della famiglia Bridgerton, e di Gareth St. Clair. Il padre di Gareth St. Clair vuole privare il figlio della sua eredità, e Gareth ha bisogno di tradurre un vecchio diario di famiglia scritto in lingua italiana per non perdere tutti i suoi averi; è aiutato da Hyacinth Bridgerton, della quale si innamora perdutamente.

## Accoglienza
Il romanzo ha scalato le classifiche del New York Times.

## Edizioni
- Julia Quinn, Tutto in un bacio, Arnoldo Mondadori Editore, 2021, ISBN 978-8804789864.